# Trois pour un massacre
Pour plus de détails, voir Fiche technique et Distribution.
Trois pour un massacre (titre original : Tepepa), est un western spaghetti hispano-italien réalisé par Giulio Petroni sorti en 1969. Il a été co-produit avec l'Espagne, où le film est sorti sous le titre Tepepa... Viva La Revolución.

## Synopsis
Alors que les fusils du peloton d'exécution du colonel Cascorro sont déjà pointés sur Tepepa, une voiture qui passe empêche le tir ; elle est conduite par le Dr Henry Price, qui sauve ainsi Tepepa. Les motifs de Price sont de nature personnelle, car il veut venger le viol de sa fiancée par un groupe d'insurgés dans une hacienda conquise - il pense avoir trouvé en Tepepa le responsable de ce crime.
Tepepa, qui était l'un des meneurs de la révolution victorieuse au service des péons pour mettre fin à leur oppression, a été sévèrement déçu. L'armée est de nouveau au pouvoir, car le président révolutionnaire Madero n'a pas les moyens de s'imposer et ses partisans ont rendu les armes. Ainsi, le colonel Cascorro veut maintenant rétablir le statu quo d'avant la révolution. La réforme agraire est annulée ; les peones servent à nouveau de cibles vivantes aux grands propriétaires terriens. Tepepa, exploitant d'une hacienda après la révolution réussie, se retrouve ainsi entre les mains du colonel, qui planifie alors minutieusement son exécution.
Tepepa parvient à neutraliser le Dr Price lorsque celui-ci lui expose le contexte du sauvetage et nie le crime. Il le prend en otage et l'emmène chez ses amis dans la Sierra. Là, lui, l'analphabète, dicte au Dr Price une lettre destinée au président Madero. Il accepte l'invitation de ce dernier, qui s'avère être un piège : Madero est depuis longtemps aux mains de l'armée, qui emprisonne à nouveau Tepepa. Ses amis lui fournissent des armes et il parvient à battre les troupes de Cascorro qui s'avancent et à le prendre en otage. Dans la mêlée, Cascorro est mortellement blessé, mais les balles atteignent également Tepepa.
Le Dr Price lui sauve la vie par une opération - et le poignarde ensuite, car Tepepa, fiévreux, raconte le viol de la fiancée de Price. La nouvelle de la mort de Tepepa se répand. Ses partisans pensent que les conséquences de la blessure en sont la cause. Seul le jeune Paquito connaît la vérité. Il tire sur le Dr Price.

## Fiche technique
- Titre français : Trois pour un massacre
- Titre original : Tepepa[2]
- Réalisation : Giulio Petroni
- Scénario : Franco Solinas, Ivan Della Mea
- Photographie :	Francisco Marín
- Montage : Eraldo Da Roma
- Musique : Ennio Morricone
- Décors : Guido Josia
- Costumes : Gaia Romanini (it)
- Maquillage : Maurizio Giustini
- Production : Franco Clementi, Alfredo Cuomo, Nicolo Pomilia
- Sociétés de production : Filmamerica - Società Italiana Attuazione Progetti (SIAP) - Productores Exhibidores Films Sociedad Anónima (PEFSA)
- Société de distribution : Heritage Italiana (Italie) ; Magna
- Pays de production :  Italie -  Espagne
- Langues originales : Espagnol - italien
- Format : couleurs par Technicolor - 2,35:1 - Son mono - 35 mm
- Genre : Western zapata
- Durée : 132 minutes
- Dates de sortie :
  - Italie : 31 janvier 1969
  - France :  10 novembre 1971

## Distribution
- Tomás Milián (VF : Serge Lhorca) : Maria Tepepa Moran
- Orson Welles (VF : André Valmy) : Colonel Cascorro
- John Steiner (VF : Denis Savignat) : Docteur Henry Prix
- José Torres (VF : Michel Gatineau) : Pedro El Piojo Pereira
- Luciano Casamonica : Paquito
- Annamaria Lanciaprima : Virgen Maria Escalande
- George Wang : M. Chu
- Paco Sanz (VF : Jean Berger) : Président Madero
- Clara Colosimo : Sergent de la Femme
- Giancarlo Badessi (VF : Claude Bertrand) : Sergent
- Rafael Hernández : Pedro
- Paloma Cela : Consuelo
- Angel Ortiz (VF : Jacques Berthier) : Urelio

## Production
Les vedettes du film Tomas Milian et Orson Welles jouent des rôles opposés. Le réalisateur Giulio Petroni a exprimé sa déception envers  Welles, il affirme que l'ambiance sur le plateau était « terrible  », et que Welles appelait Milian (qui idolâtrait Welles)  sale « Cubain ».
Le film a été tourné à Almería, Albaricoques (es) et Cadix en Espagne.
La chanson Messico che vorrei est interprétée par Christy ; la bande originale est sortie en CD.
Il y avait un révolutionnaire, Gabriel Tepepa, qui a combattu dans la région de Tlaltizapán et qui a été fusillé,.

## Accueil critique
Ulrich Bruckner écrit dans son ouvrage de référence : « Ce film est avant tout un drame psychologique dans le contexte de la révolution mexicaine, dans lequel (le réalisateur) Petroni n'a cependant pas manqué d'utiliser également les éléments typiques du western révolutionnaire. Ennio Morricone réussit à nouveau à fournir une musique inoubliable pour ce grand film ».
Le critique allemand Christian Keßler, spécialiste du genre, a lui aussi salué « une parabole politique extrêmement importante, dans laquelle il est question de la relation entre le drame personnel et l'histoire, de la relation de l'individu avec le devenir de son pays ».
Quentin Tarantino l'a classé 17e dans sa liste des 20 meilleurs westerns spaghetti.